# 土地改革

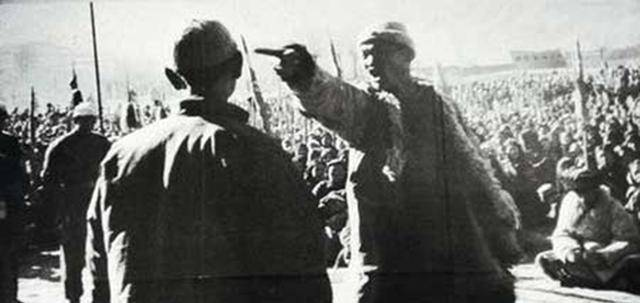
中国共产党控制区内，土地改革运动時期农民正在对地主进行批斗（1946年）。据不同学者估计，该运动共造成了100万-500万人的非正常死亡。

土地改革，简称土改，是一种通常存在争议的社会安排或改造，其目的是使政府能够管理土地的占有和使用，多半實施於社會主義及開發中國家（如東南亞、南亞、阿拉伯世界、非洲及拉丁美洲等地）。土地改革目标一般为耕地，主要方法是相对地平均分配耕地给农民。有时土改会变为一种更具有革命性的计划，其中可能包括政府的强行拆除或接受，这也是反对土改的主要原因之一。马克思主义理论一般认为土地改革或土地革命，是反封建的民主革命的主要内容之一。

## 定义
土地改革通常是指土地所有权由人数相对较少的富有者、大量土地的所有者（如贵族、庄园、农场主，或通称为土地主）向那些耕作者的转让。但广义的土改并非完全是这样，政府对土地进行的征收以及农业集体化改造亦被纳入。在改革过程中，部分转让会给予地主相应的补偿，金额从象征性的小数目至土地实际价值均有。而某些改革甚至不需要所有者同意，乃至以殺害地主為目的，即土地改革運動。

## 各地土改

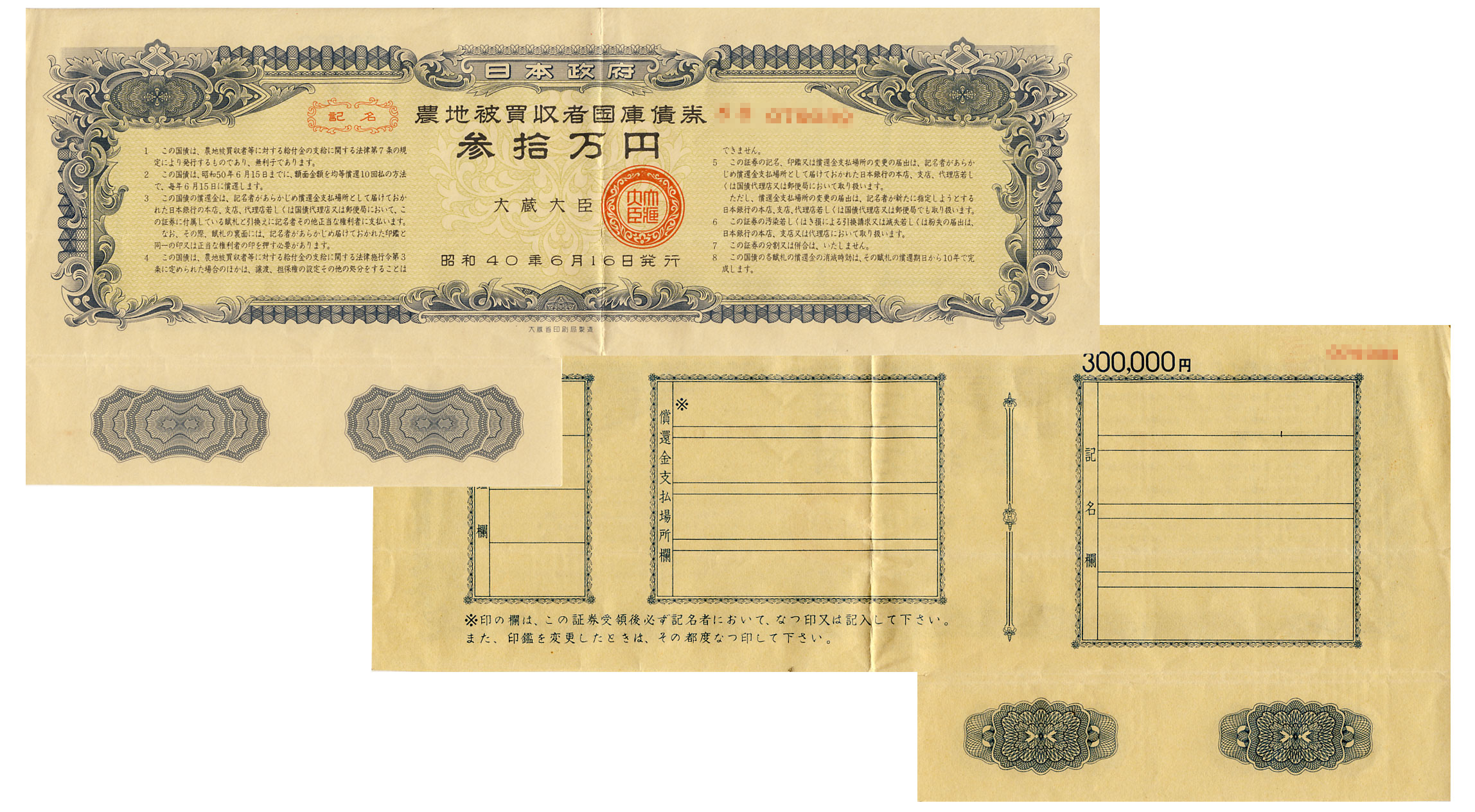
日本政府於1965年發行的國庫債券，用來收購農地轉賣給農民

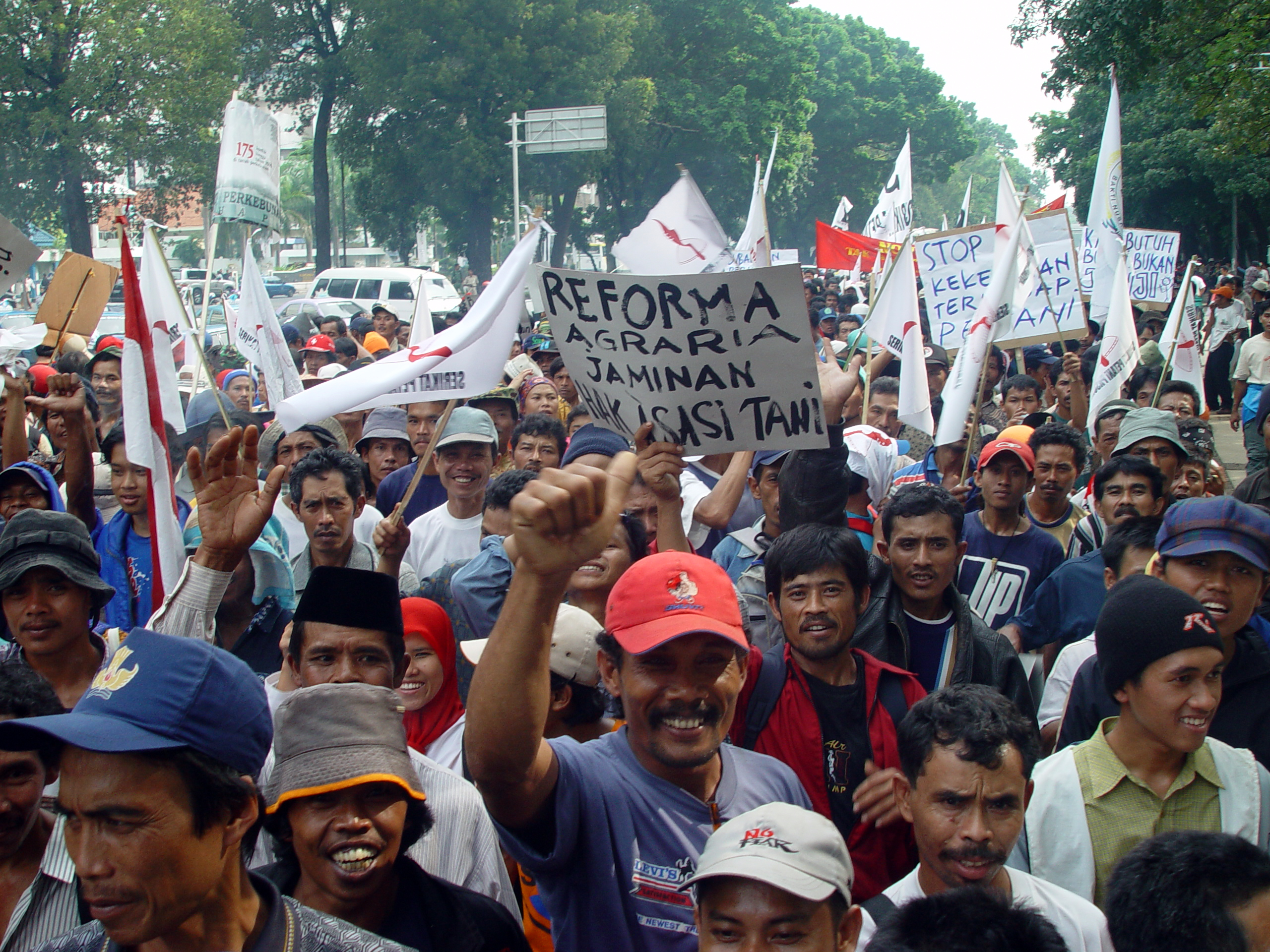
2004年印尼雅加达农民发起的反土改抗议

### 海峽兩岸
中国大陆最著名土改运动为土地改革运动。台湾土改运动分为三七五減租、公地放領與耕者有其田运动三個階段。

### 朝鮮半島
大韓民國政府成立後於1950年推動《农地改革法施行令》和实施规则限制地主的部分私有财产权，但基本上尊重“自由市场原理”，將曾经是佃农的167万户农民成为了自耕农，稱為是“有偿没收，有偿分配”。朝鮮勞動黨控制的朝鮮民主主義人民共和國則實施“无偿没收，无偿分配”的土地改革，推行最高可达百分之四十的实物税（交公粮），不久后又将农民的土地全數收歸国有，农民从“地主的佃户”成為“国家的佃户”。

### 越南
北越與南越同時並存的越南戰爭時期，兩個政權雙方曾各自分別實施不同程度與方式的土地改革，見北越土地改革與南越土地改革條目。

### 印度
在英屬印度時期，印度的土地制度一直是封建體制，少數地主佔有大部分土地，並向貧苦農民收取高額租金，使土地改革成為印度獨立運動的主要訴求之一。獨立後，印度各邦逐步啟動了四大類土地改革進程：廢除中介機構（獨立前土地收入制度下的收租者）、租賃監管（改善合約條款，包括所有權保障）、土地所有權上限（將剩餘土地重新分配給無地者）、並試圖整合不同的土地所有權。印度各邦之間這些改革的程度和成效皆有相當差異。

### 土耳其
奧斯曼帝國蘇丹阿卜杜勒-邁吉德一世治下實施坦志麥特改革，於1858年頒布《農業法》給予農民自由支配土地和自主決定生產內容的權利，並允許個人購買和擁有土地。是19世紀下半葉啟動的系統性土地改革計劃的開端，1873年正式履行《土地解放法案》。
1924年，凱末爾當選首任土耳其總統後旋即領導共和人民黨進行國內史上首次同時規模最大的土地改革，以“教產歸公、神產均分”為口號，強徵了全國境內百分之79的耕地，判處超過13萬地主死刑，同時判處37萬地主親屬進行“無限期強制勞動”，這其中又有百分之69的人在以後三年內過勞死。土耳其共和國甫成立後的地主與宗教階級重疊率極高，政府推動去伊斯蘭化時幾乎同時整肅了地主與神棍，期間約有40萬人死於非命，這項改革被官方譽為“民族邁向工業化復興的第一步”。其後部分伊斯蘭國家曾效仿土耳其從事相同改革，但未能真正如土耳其般進行的深入、徹底。　　